# Aprionus laevis
Aprionus laevis är en tvåvingeart som beskrevs av Werner Mohrig 1967. Aprionus laevis ingår i släktet Aprionus och familjen gallmyggor. Arten är reproducerande i Sverige. Inga underarter finns listade i Catalogue of Life.